# Herbert Austin
Herbert Austin, KBE, född 8 november 1866 i Little Missenden, Buckinghamshire, död 23 maj 1941 i Birmingham, var en engelsk ingenjör och grundare av Austin Motor Company.
1884 emigrerade Austin till Australien, där han arbetade hos sin morbror. Senare arbetade han för Wolseley Sheep Shearing Machine Company, som byggde fårklippningsmaskiner. I slutet av 1880-talet skickades han tillbaka till England för att starta upp en brittisk filial. Austin var mer intresserad av billtillverkning och han byggde Wolseleys första bil 1896. Efter en konflikt med ägarna lämnade han företaget 1905 och startade Austin Motor Company. 
Under första världskriget ställde Austin om sina fabriker för krigsproduktion och 1917 adlades han för sina insatser. Mellan 1918 och 1924 satt Austin i brittiska parlamentet för tories. 
Herbert Austin blev adlad, med titeln Lord Austin of Longbridge, för sina insatser inom brittisk industri.